# Namibianira arnhemensis
Namibianira arnhemensis là một loài chân đều trong họ Protojaniridae. Loài này được Kensley miêu tả khoa học năm 1995.